# Bonney Lake
Bonney Lake je město v okrese Pierce v americkém státě Washington. V roce 2010 zde žilo 17 374 obyvatel. Rozloha obce byla 14,3 km², z čehož 1 % byla voda. Z celkového počtu obyvatel tvořili 89 % běloši, 2 % Asiaté a 1 % Afroameričané.